# Thái Thủy
Thái Thủy là một xã thuộc huyện Lệ Thủy, tỉnh Quảng Bình, Việt Nam.

## Địa lý
Xã Thái Thủy nằm ở phía nam huyện Lệ Thủy, có vị trí địa lý:
- Phía đông giáp xã Sen Thủy
- Phía tây giáp xã Trường Thủy và xã Kim Thủy
- Phía nam giáp tỉnh Quảng Trị
- Phía bắc giáp các xã Mỹ Thủy, Dương Thủy, Tân Thủy.

Xã Thái Thủy có diện tích 55,80 km², dân số năm 2019 là 4.501 người, mật độ dân số đạt 81 người/km².

## Hành chính
Xã Thái Thủy được chia thành 6 thôn: Bắc Thái (bao gồm cả thôn An Lão cũ), Trung Thái, Minh Tiến, Thanh Sơn, Nam Thái (bao gồm cả làng Thái Sơn)

## Kinh tế
Kinh tế chủ yếu là nông nghiệp, lâm nghiệp, tiểu thủ công nghiệp.